# Football Club des Girondins de Bordeaux
El Girondins de Bordeaux, conegut en català com a Girondins de Bordeus, és un club de futbol francès de la ciutat de Bordeus. Deu els seu nom als girondins.

## Història
El club va ser fundat com una entitat poliesportiva l'1 de febrer de 1882 o l'1 d'octubre de 1881, depenent de les fonts, amb el nom de Girondins Guyenne Sports. La secció de futbol s'incorporà el 1910, adoptant el nom Girondins de Bordeaux, impulsat per Raymond Brard, però després d'un any es dissolgué. La secció de futbol fou reincorporada el 1919, en absorbir el club Argus Sport. Posteriorment incorporà els clubs Sport Athlétique Bordelais (1930) i Bordeaux FC (1935). El 1937 el club esdevingué professional.
El Girondins guanyà la seva primera copa de França el 1941 vencent el Fives per 2-0. El 1945 disputà la primera temporada a primera divisió i el 1949/50 es proclamà campió de lliga.
L'equip declinà esportivament fins als anys 80 en què se situà en primera línia del futbol francès guanyant tres lligues, dues copes i classificant-se sovint per les competicions europees. Als anys 90 baixà a segona divisió per problemes econòmics però retornà ràpidament a primera. El 1996 arribà a la final de la Copa de la UEFA, essent derrotat pel Bayern de Múnic per 0-2 i 1-3. El 1999 i el 2009 guanyà les seves darreres lligues de França.

## Estadi
El club disputava els seus partits des de 1934 a l'Estadi Chaban-Delmas, nom d'un antic batlle de Bordeus, Jacques Chaban-Delmas. Anteriorment rebia el nom de Parc Lescure. El seu primer estadi fou el Velôdrome Municipal. Actualment disputa els seus partits en el nou Estadi Matmut Atlantique, inaugurat el 2015.

## Palmarès
- 1 Copa Intertoto: 1995
- 6 Lliga francesa de futbol: 1949/50, 1983/84, 1984/85, 1986/87, 1998/99, 2008/09
- 4 Copa francesa de futbol: 1940/41, 1985/86, 1986/87, 2012/13
- 3 Copa de la Lliga francesa de futbol: 2001/02, 2006/07, 2008/09
- 3 Supercopa francesa de futbol: 1986, 2008, 2009
- 1 Lliga francesa de segona divisió: 1991/92
- 1 Copa dels Alps de futbol: 1980

## Jugadors

### Jugadors destacats
Jugadors històrics que han militat en aquest equip.
| - Ibrahim Ba - Patrick Battiston - Éric Cantona - Michaël Ciani - Héctor De Bourgoing - Didier Deschamps - Alou Diarra - Raymond Domenech - Dominique Dropsy - Christophe Dugarry - Daniel Dutuel - Jean-Marc Ferreri - René Girard - Alain Giresse - Yoan Gouffran - Yoann Gourcuff - Gaëtan Huard - Bernard Lacombe | - Bixente Lizarazu - Peter Luccin - Rio Mavuba - Johan Micoud - Jean-Pierre Papin - Ulrich Ramé - Alain Roche - Jean Tigana - Marius Trésor - Philippe Vercruysse - Sylvain Wiltord - Zinédine Zidane - Klaus Allofs - Manfred Kaltz - Dieter Müller - Riera - Gilbert Bodart - Enzo Scifo | - Patrick Vervoort - Marc Wilmots - Salvador Artigas - Celades - Jesper Olsen - Mikhàlis Kapsís - Niša Saveljić - Zlatko Vujović - Zoran Vujović - Marco Caneira - Fernando Chalana - Pauleta - Wim Kieft - Stanley Menzo - Kiki Musampa - Richard Witschge - Aleksei Smertin | - Ali Benarbia - Fernando Cavenaghi - Eduardo Costa - Denílson - Fernando - Fernando Menegazzo - Ricardinho - Márcio Santos - Sávio - Wendel - Joseph-Antoine Bell - Pascal Feindouno - Marouane Chamakh - Souleymane Diawara - David Jemmali |

## Entrenadors
| - 1937-1943 : Benito Díaz - 1943 : Santi Urtizberea - 1943 : Eugen Stern - 1943-1945 : Óscar Saggiero - 1945-1947 : Maurice Bunyan - 1948-1957 : André Gérard - 1957 : Santi Urtizberea - 1957-1960 : Camille Libar - 1960-1967 : Salvador Artigas - 1967-1969 : Jean-Pierre Bakrim - 1969-1970 : Pierre Danzelle - 1970-1972 : André Gérard |  | - 1972-1974 : Pierre Phelipon - 1974-1976 : André Menaut - 1976-1978 : Christian Montes - 1978-1979 : Luis Carniglia - 1979-1980 : Raymond Goethals - 1980-1989 : Aimé Jacquet - 1989 : Didier Couécou - 1989-1990 : Raymond Goethals - 1990 : Gernot Rohr - 1990-1991 : Gérard Gili - 1991-1992 : Gernot Rohr - 1992-1994 : Rolland Courbis |  | - 1994-1995 : Toni - 1995: Éric Guérit - 1995-1996: Slavo Muslin - 1996: Gernot Rohr - 1996-1997 : Rolland Courbis - 1997: Guy Stéphan - 1998-2003 : Élie Baup - 2003-2005 : Michel Pavon - 2005-2007: Ricardo Gomes - 2007-2010 : Laurent Blanc - 2010-2011 : Jean Tigana - 2011-2014 : Francis Gillot - 2014-2016: Willy Sagnol |